# Caricea vernalis
Caricea vernalis är en tvåvingeart som beskrevs av Stein 1907. Caricea vernalis ingår i släktet Caricea och familjen husflugor. Inga underarter finns listade i Catalogue of Life.